# الغزو الياباني لتايلاند
وقع الغزو الياباني لتايلاند في الثامن من شهر ديسمبر عام 1941. دارت المعارك بين مملكة تايلاند والإمبراطورية اليابانية لمدة قصيرة. على الرغم من القتال الشرس في تايلاند الجنوبية، استمرت الحرب لـ 5 ساعات فقط قبل إعلان وقف إطلاق النار وانتهاء الحرب. تشكل تحالف بين تايلاند واليابان عقب انتهاء الحرب، فأصبحت تايلاند جزءًا من تحالف قوى المحور قبل انتهاء الحرب العالمية الثانية.

## خلفية تاريخية

### هاكو إيتشو
يعود أصل الغزو الياباني لتايلاند إلى مبدأ الهاكو إيتشو الذي وضعه تاناكا تشيكاغو في منتصف وأواخر العقد الأول من القرن التاسع عشر. حاول تاناكا تفسير المبدأ السابق على أساس أن الحكم الإمبراطوري جاء بتفويض إلهي من أجل توسع الإمبراطورية حتى توحد العالم بأسره. ارتأى تاناكا أن الأثر الناجم عن مبدأ وفكرة هاكو إيتشو متعلق بقيادة الإمبراطور الحكيمة والأخلاقية، بينما استغل القوميون اليابانيون هذه الفكرة لتحرير آسيا من القوى الاستعمارية وجعل اليابان القوة المؤثرة الرئيسة في آسيا. تجلى هذ المبدأ فيما عُرف بـ النظام الجديد في شرقي آسيا.
في عام 1940، وسّع رئيس الوزراء فوميمارو كونويه الفكرة السابقة، وسعى إلى خلق منطقة شرقي آسيا الكبرى للرفاهية المتبادلة، والتي ضمت اليابان ومانشوكو والصين وأجزاء من جنوب شرق آسيا. وفقًا للبروباغندا الإمبراطورية اليابانية، سيعمل هذا المجال المشترك على تأسيس نظام دولي جديد يسعى إلى تحقيق الرفاهية المشتركة لدول آسيا، والتي ستتشارك بدورها هذا الازدهار والسلام، وتتحرر من الاستعمار الغربي وهيمنته تحت مظلة اليابان، تلك الدولة الخيرة والحسنة. تشكل القسم رقم 82 لتخطيط الهجمات الجنوبية، والمؤلف من 30 رجلًا، في عام 1939 أو 1940، وكانت مهمته تحقيق المخطط السابق. في المراحل الأخيرة من التخطيط، قاد الكولونيل يوشيهيده هاياشي تلك الوحدة.

### تمهيد
خطط الجيش الياباني لاحتلال جنوب شرق آسيا عن طريق غزو مالايا وبورما. كي يحقق الجيش الياباني ذلك، عليه استغلال الموانئ والسكك الحديدية والمطارات التايلاندية. لم يرغب اليابانيون ببدء حرب مع الجيش التايلاندي، فسيؤدي ذلك إلى تأخير الغزو وتدني فائدة عنصر المفاجأة بشكل ملحوظ. ارتأت الحكومة النازية أيضًا أن الخطة اليابانية ستساهم في إلهاء القوات العسكرية البريطانية، ما سيساعد ألمانيا في حربها ضمن أوروبا.
امتلكت تايلاند جيشًا متمرنًا، وتمكن عقب سلسلة من المعارك عام 1940 من غزو جارة تايلاند، الهند الصينية الفرنسية، لاستعادة عددٍ من المقاطعات التي خسرتها تايلاند خلال الحرب الفرانكو–سيامية عام 1893. أراد اليابانيون استغلال الموانئ والقواعد الجوية في الهند الصينية، فحاولوا التوسط لإنهاء الخلاف بين الفرنسيين والتايلانديين في 31 يناير عام 1941. خلال تلك العملية، أجرى اليابانيون محادثات سرية مع رئيس الوزراء التايلاندي بلايك فيبون سونجكرام* بناءً على رغبة الجيش الياباني بالحصول على إذن للعبور ضمن أرادي تايلاند. استجاب فيبون بشكل إيجابي، لكن أفعاله اللاحقة تدل على شكوكه المتعلقة بهذه العملية، خاصة بعدما أبرم مع البريطانيين ميثاق عدم الاعتداء في الثاني عشر من يونيو عام 1940. بحلول شهر فبراير، بدأ البريطانيون يشككون بمخططات اليابانيين، واعتقدوا أنهم يتجهزون للهجوم على الممتلكات الاستعمارية في جنوب شرق آسيا، فخشي البريطانيون أن يؤسس اليابانيون قواعدًا عسكرية في تايلاند.
وجد فيبون نفسه في مأزق حرج، فخسرت فرنسا ضد ألمانيا، وانخرطت بريطانيا بشدة في الحرب التي تدور في أوروبا، بينما اتخذت الولايات المتحدة حينها موقفًا حياديًا تجاه الحرب الأوروبية والحرب اليابانية ضد الصين، بينما كانت اليابان قوة عظمى خاصة مع تزايد تعزيزاتها العسكرية في الهند الصينية الفرنسية. كان لغزو الهند الصينية الفرنسية من طرف تايلاند عام 1940 أثر سلبي، فأصبح من الصعب على الولايات المتحدة دعم فيبون.
خلال عام 1941، سعى فيبون إلى الحصول على ضمانات من بريطانيا والولايات المتحدة بالحصول على الدعم إذا غزت اليابان تايلاند. لم تقبل الولايات المتحدة ولا بريطانيا بمنح دعمهما لتايلاند، على الرغم من رغبة رئيس الوزراء البريطاني وينستون تشرشل بتحذير اليابان من غزو ممالك جنوب شرق آسيا، وأن هذه الخطوة ستؤدي إلى اندلاع الحرب مع بريطانيا. على أي حال، لم ترغب الولايات المتحدة بالموافقة على هذا المقترح، ولم تكن بريطانيا قادرة على منح تلك الضمانات لوحدها.
بحلول شهر أغسطس، أقرت بريطانيا والولايات المتحدة عقوبات شديدة على اليابان. سعى اليابانيون إلى رفع تلك العقوبات عبر إطلاق وعود بعدم الاعتداء على تايلاند وسحب جميع قواتهم من الهند الصينية، بشرط أن تسحب الولايات المتحدة دعمها للصين. لم تقبل الولايات المتحدة ولا بريطانيا بهذا الشرط جراء الأثر الذي سيحدثه على الصين.

### الأيام الأخيرة
في أواخر شهر نوفمبر، أصبحت بريطانيا على دراية باحتمال غزو تايلاند من طرف اليابان جراء التزايد السريع للقوات اليابانية في الهند الصينية. في الأول من شهر ديسمبر عام 1941، أعلن رئيس الوزراء الياباني توجو أنه لا يعلم موقف تايلاند بخصوص السماح للجيوش اليابانية بالعبور ضمن أراضي تايلاند، لكنه أمل بتجنب القتال بين الطرفين. جرت محادثات أخرى بين المندوب الدبلوماسي الياباني، تامارا، وفيبون في الثاني من شهر ديسمبر. جهز فيبون نفسه لغض الطرف عن غزو اليابان لشبه جزيرة كرا، لكنه أراد تجنب عبور القوات اليابانية سهل بانغكوك. عقب محادثات إضافية في الثالث من شهر ديسمبر، وافق فيبون على عبور القوات اليابانية للأراضي التايلاندية، بشرط أن تستعيد تايلاند الأراضي التي تنازلت عنها جراء الاتفاقية الأنجلو–سيامية عام 1909، بالإضافة إلى ولاية شان الواقعة ضمن بورما.

في الثاني من شهر ديسمبر، أصدر الجيش الياباني أمرًا بـ «تسلق جبل نيتاكا»، ما أدى إلى إشعال حرب المحيط الهادئ. أبحر الأسطول الرئيس المسؤول عن العملية «إي»، عملية غزو مالايا وتايلاند، من سانيا في جزيرة هاينان في الصين في الرابع من شهر ديسمبر. انضمت سفن وقوات عسكرية أخرى إلى الأسطول من خليج كام ران في الهند الصينية. بينما كان اليابانيون يجهزون للغزو، تباحث البريطانيون والأمريكييون للرد على تزايد تعداد القوات اليابانية واحتمال غزو تايلاند. في اليوم الذي توصل فيه فيبون إلى اتفاقية مع اليابانيين، أخبر البريطانيين أن تايلاند على وشك التعرض للغزو من طرف اليابان.
«هناك احتمال غزو محدق لبلدكم من طرف اليابان. إذا تعرضتم للهجوم، دافعوا عن أنفسكم. إن الحفاظ على استقلال وسيادة تايلاند من مصالح بريطانيا، وسنعتبر الهجوم عليكم بمثابة الهجوم علينا».
–رسالة من رئيس الوزراء وينستون تشرشل إلى المشير فيبون سونجكرام.
في السادس من شهر ديسمبر، وخلال فترة الظهيرة، كشفت طائرة استطلاع لوكهيد هدسون تابعة للأسطول رقم واحد من القوات الجوية الأسترالية الملكية 3 سفن يابانية تبحر غربًا، وبعد 15 دقيقة تقريبًا، حددت الطائرة أسطول الحملة الجنوبية التابع للإمبراطورية اليابانية والموكب المرافق لها، والذي يتألف من البارجة الحربية و5 طرادات و7 مدمرات و22 ناقلة. أطلقت إحدى حاملات الطائرات المائية المرافقة للحملة، وهي سفينة كاميكاوا مارو، طائرة ميتسوبيشي إف ون إم العائمة لاعتراض طائرة هدسون، لكن الأخيرة استطاعت تجنبها عن طريق الاختباء خلف السحاب. بعد عدة دقائق، استطاعت طائرة هدسون أخرى رؤية السفن المرافقة.